# NTU
NTU (od ang. nephelometric turbidity unit) – nefelometryczna jednostka mętności.
Nefelometria określa mętność roztworu na podstawie analizy efektu Tyndalla. Jakość wody przeznaczonej do spożycia przez ludzi według Polskiej Normy nie powinna przekraczać 1 NTU.